# Муниципалитет города Ярославля
Муниципалитет города Ярославля — представительный орган городского самоуправления города Ярославля. Депутаты избираются по одномандатным округам. На данный момент большинство контролирует «Единая Россия».

## История
История муниципалитета насчитывает более 200 лет, начиная с первой городской думы, созданной по Екатерининской реформе 1785 года. Современный муниципалитет в его нынешнем формате существует с первого избрания в 1994 году. До 2012 года в муниципалитете было 36 депутатов, после чего количество увеличилось до 38.

## Структура и порядок избрания
Муниципалитет города состоит из 38 депутатов, избирается сроком на 5 лет. Муниципалитет города подотчетен и подконтролен непосредственно населению города. Депутаты избраются по одномандатным избирательным округам. Полномочия депутата муниципалитета города начинаются со дня его избрания и прекращаются с момента начала работы муниципалитета города нового созыва.
В муниципалитете города Ярославля восьмого созыва осуществляют свою деятельность шесть постоянных комиссий.
Организацию деятельности муниципалитета осуществляет председатель. Председатель муниципалитета имеет двух заместителей. Председатель и заместители председателя муниципалитета осуществляют свои полномочия на постоянной основе.
Работу муниципалитета города Ярославля обеспечивает аппарат муниципалитета.